# Liste der Baudenkmale in Biesenthal
Die Liste der Baudenkmale in Biesenthal enthält alle Baudenkmale der brandenburgischen Stadt Biesenthal und ihrer Ortsteile. Grundlage ist die Landesdenkmalliste mit dem Stand vom 31. Dezember 2021. Die Bodendenkmale sind in der Liste der Bodendenkmale in Biesenthal aufgeführt.

## Baudenkmale in den Ortsteilen
In den Spalten befinden sich folgende Informationen:
- ID-Nr.: Die Nummer wird vom Brandenburgischen Landesamt für Denkmalpflege vergeben. Ein Link hinter der Nummer führt zum Eintrag über das Denkmal in der Denkmaldatenbank. In dieser Spalte kann sich zusätzlich das Wort Wikidata befinden, der entsprechende Link führt zu Angaben zu diesem Denkmal bei Wikidata.
- Lage: die Adresse des Denkmales und die geographischen Koordinaten. Link zu einem Kartenansichtstool, um Koordinaten zu setzen. In der Kartenansicht sind Denkmale ohne Koordinaten mit einem roten beziehungsweise orangen Marker dargestellt und können in der Karte gesetzt werden. Denkmale ohne Bild sind mit einem blauen bzw. roten Marker gekennzeichnet, Denkmale mit Bild mit einem grünen beziehungsweise orangen Marker.
- Bezeichnung: Bezeichnung in den offiziellen Listen des Brandenburgischen Landesamtes für Denkmalpflege. Ein Link hinter der Bezeichnung führt zum Wikipedia-Artikel über das Denkmal.
- Beschreibung: die Beschreibung des Denkmales
- Bild: ein Bild des Denkmales und gegebenenfalls einen Link zu weiteren Fotos des Baudenkmals im Medienarchiv Wikimedia Commons

### Biesenthal
| ID-Nr.   | Lage                                    | Bezeichnung | Beschreibung | Bild                                           |
| -------- | --------------------------------------- | --- | --- | ---------------------------------------------- |
| 09175645 | (Lage)                                  | Altstadt Biesenthal | | Altstadt Biesenthal                            |
| 09175339 | Am Wehrmühlenweg (Lage)                 | Schlossberg mit Grünanlage, Kaiser-Friedrich-Turm und Schlossruine | Schlossberg mit Grünanlage, Kaiser-Friedrich-Turm und Schlossruine | weitere Bilder                                 |
| 09175564 | Bahnhofstraße 9–12 (Lage)               | Schule | Architekt Otto Kuhlmann (1873–1948), Baubeginn August 1923, Einweihung 7. März 1925. | Schule                                         |
| 09175979 | Bahnhofstraße 80 (Lage)                 | Wilke-Mühle mit Hofpflasterung vor der Mühle | Futtermühle in der Nähe des Bahnhofs Biesenthal, erbaut 1922 durch Hermann Wilke, 1972 Enteignung durch den Staat und bis zur Wende 1989/90 Teil der VEB Getreidewirtschaft, 1995 Restitution an die Familie Wilke, Produktionsanlagen mit alter Technik bis heute in Betrieb (Stand 2019), seit 2015 in der Denkmalliste. | Wilke-Mühle mit Hofpflasterung vor der Mühle   |
| 09175337 | Bahnhofstraße 162 (Lage)                | Katholische Kirche St. Marien | Die katholische Kirche St. Marien wurde in den Jahren 1908 bis 1909 im neubarocken Stil erbaut. Die Innenausstattung aus der Erstbauzeit ist ebenfalls neubarock. Zwischen 1969 und 2009 erhielt sie teilweise neue Prinzipalien (Kirchentürbeschlag, Kruzifix, Vortragekreuz), die aus der Werkstatt des Biesenthaler Künstlers Friedrich Schötschel stammen. | weitere Bilder                                 |
| 09175341 | Berliner Chaussee / Kirchhofsweg (Lage) | Jüdischer Friedhof | Angelegt Mitte des 17. Jh., in der Nazi-Zeit zerstört, in der DDR-Zeit provisorisch wiederhergestellt, einige Grabsteine noch erhalten. | weitere Bilder                                 |
| 09175335 | Berliner Straße 1 (Lage)                | Rathaus mit Hofbebauung | Das Rathaus ist ein Fachwerkbau aus dem Jahr 1760. Es wurde mehrfach umgebaut und rekonstruiert, die fachgerechte Sanierung seines Fachwerk konnte 2003 abgeschlossen werden. Das Gebäude beherbergte noch im 19./20. Jahrhundert in seinem Erdgeschoss das Restaurant zum Ratskeller. Darin befinden sich seit 1995 die Biesenthaler Heimatstube (geöffnet jeden Donnerstag 10–12 Uhr) sowie seit 2006 die Rathausgalerie mit wechselnden öffentlichen Kunstausstellungen. | Rathaus mit Hofbebauung                        |
| 09175694 | Breite Straße / Fischerstraße (Lage)    | Denkmal für die Gefallenen des Krieges 1870/71 | Ursprünglich auf dem Marktplatz, am 2. September 1872 eingeweiht, 1938 auf den heutigen Standort umgesetzt | Denkmal für die Gefallenen des Krieges 1870/71 |
| 09175701 | Friedhofsweg (Lage)                     | Städtischer Friedhof Biesenthal: Toranlage, Einfriedung, Zufahrt mit Pflasterung, Friedhofskapelle, Mausoleum Moschel/Schmidt, Wand- und Einzelgräber, Niephagen-Denkmal, sogenannte Bibelstelle, Gedenkanlage für Gefallene des Zweiten Weltkriegs, Gedenkstein Richard Ruthe | Der Friedhof wurde 1812 an seiner jetzigen Stelle angelegt. Niephagen war der letzte Lützower Jäger. Das Niephagen-Kulturdenkmal „... ist die Grabstelle des ‚letzten Lützower Jägers‘ Johann Friedrich Niephagen, geboren 1796 in Stendal. Er war im März 1813 als Freiwilliger in das Korps Lützows als sog. Bayonette-Jäger eingetreten. Bei Gadebusch erlebte er mit, wie Theodor Körner fiel; gemeinsam mit Kameraden begrub er ihn. In den Schlachten 1813–15 zeichnete er sich aus und wurde dafür unter anderem mit dem Eisernen Kreuz geehrt. Niephagen starb am 1. März 1890 in Biesenthal. Seine Grabstelle markiert ein gusseisernes Kreuz; auf der Vorderseite befindet sich die Inschrift: ‚Hier ruhet in Gott/ der letzte Lützower / Johann Friedrich Niephagen/ Ritter des Eisernen Kreuzes/ und des russischen St. Georg-Ordens/ geb. 19.09.1796 gest. 1. März 1890‘ und auf der Rückseite: ‚Den Helden, der zum Siege/ Im ehrenvollen Kriege/ Die Bahn so rühmlich brach, Ihm rufen seine Schaaren/ Die durch Ihn Sieger waren/ Ein Lebewohl noch nach.‘ Am Fuß des Kreuzes die Reliefdarstellung einer Victoria mit Lorbeerkranz.“ | weitere Bilder                                 |
| 09175865 | Grünstraße 11 (Lage)                    | Wohnhaus und Hofpflasterung | Historischen Wohnhaus (Barock) in Biesenthal (Barnim), erbaut und umgebaut 1776/1800 | Wohnhaus und Hofpflasterung                    |
| 09175338 | Hellmühler Weg 3, 4 (Lage)              | Hellmühle, bestehend aus Mühlengebäude / Wohnhaus, zwei Stallgebäuden, Scheune, Speicher, Hofpflasterung und Einfriedung sowie Resten des ehemaligen Mühlengrabens | Die Hellmühle südwestlich von Biesenthal am Hellsee wurde bereits 1375 im Landbuch Karls IV. erwähnt. Das jetzige kombinierte Mühlen- und Wohnhaus ließ der Unternehmer Lindner zwischen 1930 und 1940 errichten. | weitere Bilder                                 |
| 09175336 | Kirchgasse (Lage)                       | Kirche | Die evangelische Stadtkirche ist ein Sakralbau aus dem 13. Jahrhundert. Nach einem schweren Brand im 18. Jahrhundert, bei dem nur der Turm erhalten blieb, baute die Gemeinde das Bauwerk in den Jahren 1762 bis 1766 wieder auf. Im Innenraum befinden sich ein spätbarocker Kanzelaltar sowie eine Orgel von Ferdinand Dinse aus dem Jahr 1859. Sie gilt als sein bedeutendstes Werk. | weitere Bilder                                 |
| 09175345 | Pottkeallee/Bahnhofstraße (Lage)        | Stadtpark einschließlich Wasserturm, Heldenhain, Denkmal für die Opfer des Faschismus (OdF) | | weitere Bilder                                 |

### Danewitz
| ID-Nr.   | Lage                 | Bezeichnung       | Beschreibung | Bild              |
| -------- | -------------------- | ----------------- | --- | ----------------- |
| 09175350 | (Lage)               | Dorfkirche        | Die Kirche wurde im 13. Jahrhundert errichtet und 1826 durch einen Großbrand zerstört. Beim Wiederaufbau wurden Schiff und Chor durch Backsteinmauern aufgestockt und der Backsteinwestturm angefügt. Im Inneren befindet sich ein Taufständer aus Tonguss aus dem Jahre 1834. | weitere Bilder    |
| 09175351 | Dorfstraße (Lage)    | Dorfschmiede      | 1595 aus Feldsteinen erbaut, bis 1960 als Hufschmiede genutzt, 2003 rekonstruiert. | weitere Bilder    |
| 09175565 | Dorfstraße 27 (Lage) | Feldsteinbackofen | Errichtet wurde der Feldsteinbackofen um 1850 zusammen mit weiteren 12 solcher Backöfen. Zur touristischen Vermarktung hat sich der Verein Märkisches Backofendorf gegründet. Der Ofen auf der Parzelle 27 befindet sich im Besitz der Familie Scheuing und wurde 1996/1997 rekonstruiert. Bei Feierlichkeiten oder zu Schaubackveranstaltungen wird er zum Kuchen- und Brotbacken genutzt. | Feldsteinbackofen |
| 09175578 | Dorfstraße 41 (Lage) | Feldbackofen      | errichtet um 1850 zusammen mit weiteren 12 solcher Backöfen | BW                |
| 09175352 | Dorfstraße 48 (Lage) | Feldbackofen      | errichtet um 1850 zusammen mit weiteren 12 solcher Backöfen | BW                |

## Ehemalige Baudenkmale
| ID-Nr.   | Lage                     | Bezeichnung | Beschreibung                                          | Bild     |
| -------- | ------------------------ | ----------- | ----------------------------------------------------- | -------- |
| 09175466 | Berliner Straße 3 (Lage) | Wohnhaus    | eingeschossiges Wohnhaus mit ziegelgedecktem Pultdach | Wohnhaus |